# Halowe rekordy Polski w lekkoatletyce
Halowe rekordy Polski w lekkoatletyce – najlepsze wyniki w historii halowych startów lekkoatletów z Polski. Wynik męskiej sztafety 4 × 400 metrów, który został uzyskany w Birmingham podczas halowych mistrzostw świata w roku 2018, jest jednocześnie halowym rekordem Europy.

## Mężczyźni
| Konkurencja           | Zawodnik                                                                 | Wynik    | Data             | Miejsce ustanowienia |
| --------------------- | ------------------------------------------------------------------------ | -------- | ---------------- | -------------------- |
| 50 m                  | Marian Woronin                                                           | 5,65     | 21 lutego 1981   | Grenoble             |
| 60 m                  | Marian Woronin                                                           | 6,51     | 21 lutego 1987   | Liévin               |
| 100 m                 | Dariusz Kuć                                                              | 10,32    | 15 lutego 2014   | Florø                |
| 200 m                 | Marcin Urbaś                                                             | 20,55    | 1 marca 2002     | Wiedeń               |
| 300 m                 | Karol Zalewski                                                           | 32,60    | 25 stycznia 2018 | Ostrawa              |
| 400 m                 | Maksymilian Szwed                                                        | 45,31    | 8 marca 2025     | Apeldoorn            |
| 500 m                 | Jakub Krzewina                                                           | 1:00,68  | 1 lutego 2015    | Spała                |
| 600 m                 | Adam Kszczot                                                             | 1:15,26  | 5 lutego 2012    | Moskwa               |
| 800 m                 | Adam Kszczot                                                             | 1:44,57  | 14 lutego 2012   | Liévin               |
| 1000 m                | Marcin Lewandowski                                                       | 2:17,67  | 28 lutego 2014   | Metz                 |
| 1500 m                | Marcin Lewandowski                                                       | 3:35,71  | 17 lutego 2021   | Toruń                |
| 1 mila                | Filip Rak                                                                | 3:55,57  | 13 lutego 2025   | Liévin               |
| 2000 m                | Łukasz Parszczyński                                                      | 5:05,63  | 15 lutego 2014   | Spała                |
| 3000 m                | Łukasz Parszczyński                                                      | 7:49,26  | 23 lutego 2014   | Sopot                |
| 2 mile                | Henryk Szordykowski                                                      | 8:44,3h  | 6 lutego 1971    | Seattle              |
| 5000 m                | Nikodem Dworczak                                                         | 13:51,92 | 10 lutego 2024   | Boston               |
| 2000 m z przeszkodami | Hubert Pokrop                                                            | 5:25,18  | 13 lutego 2011   | Gandawa              |
| 50 m przez płotki     | Jakub Szymański                                                          | 6,43+    | 13 lutego 2025   | Liévin               |
| 60 m przez płotki     | Jakub Szymański                                                          | 7,39     | 8 lutego 2025    | Łódź                 |
| 110 m przez płotki    | Jan Pusty                                                                | 13,75    | 26 lutego 1978   | Moskwa               |
| Skok wzwyż            | Artur Partyka                                                            | 2,37     | 3 lutego 1991    | Sulingen             |
| Skok wzwyż            | Artur Partyka                                                            | 2,37     | 10 marca 1991    | Sewilla              |
| Skok wzwyż            | Artur Partyka                                                            | 2,37     | 11 lutego 1995   | Balingen             |
| Skok wzwyż            | Artur Partyka                                                            | 2,37     | 18 lutego 2000   | Spała                |
| Skok o tyczce         | Piotr Lisek                                                              | 6,00     | 4 lutego 2017    | Poczdam              |
| Skok w dal            | Marcin Starzak                                                           | 8,18     | 8 marca 2009     | Turyn                |
| Skok w dal            | Adrian Strzałkowski                                                      | 8,18     | 7 marca 2014     | Sopot                |
| Trójskok              | Michał Joachimowski                                                      | 17,03    | 9 marca 1974     | Göteborg             |
| Pchnięcie kulą        | Konrad Bukowiecki                                                        | 22,00    | 15 lutego 2018   | Toruń                |
| Rzut młotem           | Paweł Fajdek                                                             | 23,22    | 31 stycznia 2014 | Bydgoszcz            |
| Rzut dyskiem          | Piotr Małachowski                                                        | 63,73    | 1 marca 2014     | Berlin               |
| Siedmiobój            | Sebastian Chmara                                                         | 6415 pkt | 1 marca 1998     | Walencja             |
| Chód na 3000 m        | Maher Ben Hlima                                                          | 10:45,60 | 8 lutego 2025    | Rzeszów              |
| Chód na 5000 m        | Robert Korzeniowski                                                      | 18:32,09 | 21 lutego 1993   | Spała                |
| sztafeta 4 × 200 m    | Czesław Prądzyński Krzysztof Zwoliński Andrzej Stępień Piotr Piekarski   | 1:26,08  | 11 lutego 1984   | Turyn                |
| sztafeta 4 × 400 m    | Karol Zalewski Rafał Omelko Łukasz Krawczuk Jakub Krzewina               | 3:01,77  | 4 marca 2018     | Birmingham           |
| sztafeta 4 × 800 m    | Krzysztof Linkowski Zenon Szordykowski Kazimierz Wardak Michał Skowronek | 7:19,2h  | 14 marca 1971    | Sofia                |
| 200-400-600-800 m     | Marcin Urbaś Piotr Rysiukiewicz Artur Gąsiewski Grzegorz Krzosek         | 4:15,18  | 15 lutego 2003   | Lipsk                |

## Kobiety
| Konkurencja        | Zawodnik                                                                   | Wynik       | Data             | Miejsce ustanowienia |
| ------------------ | -------------------------------------------------------------------------- | ----------- | ---------------- | -------------------- |
| 50 m               | Ewa Swoboda                                                                | 6,12        | 4 lutego 2025    | Ostrawa              |
| 60 m               | Ewa Swoboda                                                                | 6,98        | 2 marca 2024     | Glasgow              |
| 100 m              | Weronika Wedler                                                            | 11,61       | 15 lutego 2014   | Florø                |
| 200 m              | Ewa Kasprzyk                                                               | 22,69       | 6 marca 1988     | Budapeszt            |
| 300 m              | Natalia Kaczmarek                                                          | 36,20       | 5 lutego 2022    | Spała                |
| 400 m              | Natalia Kaczmarek                                                          | 50,83       | 19 lutego 2023   | Toruń                |
| 500 m              | Aleksandra Formella                                                        | 1:09,56     | 28 stycznia 2024 | Toruń                |
| 600 m              | Jolanta Januchta                                                           | 1:26,6h     | 21 lutego 1980   | Warszawa             |
| 800 m              | Joanna Jóźwik                                                              | 1:59,29     | 10 lutego 2017   | Toruń                |
| 1000 m             | Sofia Ennaoui                                                              | 2:35,69     | 25 lutego 2023   | Birmingham           |
| 1500 m             | Lidia Chojecka                                                             | 4:03,58     | 21 lutego 2003   | Birmingham           |
| 1 mila             | Lidia Chojecka                                                             | 4:24,44     | 6 lutego 2000    | Stuttgart            |
| 2000 m             | Wioletta Frankiewicz                                                       | 5:43,62     | 12 lutego 2006   | Lipsk                |
| 3000 m             | Lidia Chojecka                                                             | 8:38,21     | 3 lutego 2007    | Stuttgart            |
| 2 mile             | Lidia Chojecka                                                             | 9:31,68     | 20 lutego 2010   | Birmingham           |
| 5000 m             | Alicja Konieczek                                                           | 15:25,56    | 7 grudnia 2024   | Boston               |
| 50 m przez płotki  | Zofia Bielczyk                                                             | 6,74        | 21 lutego 1981   | Grenoble             |
| 60 m przez płotki  | Pia Skrzyszowska                                                           | 7,74        | 23 marca 2025    | Nankin               |
| 100 m przez płotki | Teresa Nowak                                                               | 13,31       | 3 marca 1974     | Warszawa             |
| 400 m przez płotki | Joanna Linkiewicz                                                          | 57,96       | 6 lutego 2017    | Val-de-Reuil         |
| Skok wzwyż         | Kamila Lićwinko                                                            | 2,02        | 21 lutego 2015   | Toruń                |
| Skok o tyczce      | Anna Rogowska                                                              | 4,85        | 6 marca 2011     | Paryż                |
| Skok w dal         | Anna Włodarczyk                                                            | 6,74        | 2 marca 1980     | Sindelfingen         |
| Trójskok           | Małgorzata Trybańska                                                       | 14,16       | 27 stycznia 2011 | Chemnitz             |
| Pchnięcie kulą     | Krystyna Zabawska                                                          | 19,26       | 21 lutego 1999   | Spała                |
| Rzut młotem        | Anita Włodarczyk                                                           | 20,09       | 31 stycznia 2014 | Bydgoszcz            |
| Pięciobój          | Adrianna Sułek                                                             | 5014 pkt    | 3 marca 2023     | Stambuł              |
| Chód na 3000 m     | Katarzyna Radtke                                                           | 12:17,17    | 27 lutego 1994   | Spała                |
| Chód na 5000 m     | Katarzyna Zdziebło                                                         | 21:50,47 mx | 1 lutego 2025    | Rzeszów              |
| sztafeta 4 × 200 m | Małgorzata Dunecka Elżbieta Tomczak Elżbieta Kapusta Elżbieta Woźniak      | 1:34,18     | 11 lutego 1984   | Turyn                |
| sztafeta 4 × 400 m | Justyna Święty Patrycja Wyciszkiewicz Aleksandra Gaworska Małgorzata Hołub | 3:26,09     | 4 marca 2018     | Birmingham           |
| 800-600-400-200 m  | Lidia Chojecka Małgorzata Pskit Marta Chrust-Rożej Grażyna Prokopek        | 4:50,96     | 5 marca 2006     | Liévin               |